# Joan Ramon Casanova Falcó
Joan Ramon Casanova Falcó o Joan de la Fonda (1947) és un sommelier, cuiner i restaurador que ha participat en diverses iniciatives de Móra La Nova. Regenta la Fonda Barcelona amb la seva dona Ana Ma Pujol, cuinera de l'establiment des que es casaren l'any 1972.
Els seus avis Ramon Casanova i Adelina Barcelona van obrir la Fonda Barcelona de Móra la Nova el 1919 i Joan Ramon va mantenir la tradició d'hostalatge i restauració durant tres generacions.
Als 10 anys ja volia començar a servir taules. I amb 14 anys ja va començar el seu ofici de fondista i hostaler. Va rebre la Medalla al Mérito Militar l'any 1974/75, per un dinar servit a l'Estat Major, mentre feien unes maniobres de simulació de la batalla de l'Ebre.
L'enologia és un dels àmbits que va estudiar. Membre fundador de "La fil·loxera vastratix associació nascuda al maig de 1996 que reuneix 140 membres (un soci per parella), amb l'objectiu de promocionar dels vins de les comarques de la Ribera d'Ebre, Terra Alta i Priorat, és a dir, els vins de les denominacions d'origen Montsant, Tarragona, Terra Alta i Priorat.
Fou president de la Creu Roja de Móra la Nova, i va col·laborar en l'organització de la Mostra de vi de la fira, també encarregat de la il·luminació nadalenca als seus temps, formava part del Patronat de Turisme de la Ribera i exercia de vicepresident tercer de la secció de bar-restaurant de l'Associació d'Empresaris d'Hostaleria de Tarragona.
Va cercar durant anys un plat que representés la Ribera d'Ebre, per donar a conèixer la gastronomia de la comarca i activar el seu turisme: la clotxa. Treballa amb la Conselleria de turisme del Consell Comarcal de la Ribera d'Ebre, de l'Associació d'empresaris d'hostaleria i amb 29 restauradors més per potenciar aquest plat i instaurar la festa de la clotxa comarcal que se celebra des de l'any 2003.
Des de 1970 ha participat com a restaurant i personalment en diversos esdeveniments del poble i de la comarca. Ha estat al capdavant d'associacions, patronats i comissions de l'hostaleria, el turisme i el desenvolupament de la Ribera, que han promocional els paisatges, la història i els productes agraris de la comarca. Fira del vi, de l'oli, de l'auberge o de la cirera, festes de la clotxa o circuits turístics diversos.
El 13 de desembre de l'any 2005, al Palau Nacional de Montjuïc i de la mà del conseller primer, va rebre la medalla al mèrit turístic que atorga la Generalitat de Catalunya.
El 25 d'octubre de 2018, en l'acte inaugural de la 187a edició de la Fira de Móra la Nova va rebre un diploma de reconeixement com a membre més veterà de la comissió organitzadora de la Fira. Forma part de l'Àrea de la Fira del Vi de la comissió firal i va ser un dels impulsors del certamen vitivinícola l'any 1990.